# One More Chance (canción de Michael Jackson)
«One More Chance» (en español: Una oportunidad más) es una canción escrita por R. Kelly para Michael Jackson en su álbum Number Ones. Fue lanzado como un sencillo el 20 de noviembre de 2003, alcanzando el puesto nº 83 en los EE. UU. y el nº 5 en el Reino Unido. Jackson ya había hecho otras dos canciones llamadas "One More Chance" con los Jackson 5 en el álbum ABC y con The Jacksons en el álbum Victory. La versión del álbum Victory fue escrita e interpretada (voz principal) por su hermano menor Randy Jackson. Janet Jackson también hizo una versión de la canción del álbum Victory en su sencillo "If", como una cara-B. Fue el último sencillo original que publicó en vida Michael Jackson.

## Vídeo musical
La filmación de un vídeo se inició el 18 de noviembre de 2003, pero fue suspendida después de las redadas policiales en el Rancho Neverland de Jackson. El canal MTV sustituyó el vídeo con un montaje con vídeos procedentes de toda la carrera de Jackson. Posteriormente se filmó el videoclip en el que se puede ver a Jackson cantando en una sala sobre mesas y con admiradores mirándole.

### Track listing

#### UK single
1. Álbum versión – 3:50
2. Paul Oakenfold Urban Mix – 3:37

#### UK Maxi single
1. Álbum versión – 3:50
2. Paul Oakenfold Mix – 3:49
3. Brian Rawling Metro Mix – 3:46
4. Ron G Club Mix – 3:54

#### UK 12" single
1. Brian Rawling Metro Mix – 3:50
2. Paul Oakenfold Urban Mix – 3:37
3. Paul Oakenfold Mix – 3:50
4. Ron G Club Mix – 4:00
5. Álbum versión – 3:50

#### 12" picture disc vinyl single
1. One More Chance (Álbum versión) – 3:50
2. Billie Jean (Álbum versión) – 4:54

#### US Promo 12" disc vinyl single
1. Álbum versión – 3:50
2. R. Kelly Remix – 3:40
3. Ron G Club Mix – 3:55
4. Ron G Rhythmic Mix – 4:15
5. Paul Oakenfold Urban Mix – 3:35
6. Paul Oakenfold Mix – 3:50
7. Night & Day R&B Mix – 3:38
8. Metro Remix – 3:50
9. Ford Remix – 4:20
10. Slang Remix – 7:51
11. Slang Electro Remix – 5:57

## Créditos
- Producers, background vocals: R. Kelly and Michael Jackson
- Vocals recorded by Brad Buxer and John Nettlesbey
- Mixed by Serban
- Digital editing by John Nettlesbey
- String arrangement by Michael Jackson
- Guitar by Donnie Lyle
- Additional Pro Tools by John Hanes
- Assistant engineer: Tim Roberts
- Mastered by Bernie Grundman
- Additional Production & Remix by Vince Lawrence